# Futbol'ny Klub Tarpeda Žodzina 2009
Questa voce raccoglie le informazioni riguardanti il Futbol'ny Klub Tarpeda Žodzina nelle competizioni ufficiali della stagione 2009.

## Stagione
La stagione 2009 ha visto il Tarpeda concludere all'ottavo posto il campionato bielorusso. Ha raggiunto la finale della Kubak Belarusi 2009-2010, perdendo per 5-0 dal BATĖ, ma guadagnando l'accesso per la prima volta alla UEFA Europa League 2010-2011, poiché il BATĖ era già qualificato alle competizioni europee.

## Rosa
| N. |                        | Ruolo | Calciatore        |
| -- | ---------------------- | ----- | ----------------- |
| 1  | Bielorussia (bandiera) | P     | Uladzimir Bushma  |
| 2  | Ucraina (bandiera)     | C     | Ihor Voronkov     |
| 3  | Bielorussia (bandiera) | A     | Vadzim Erchyk     |
| 6  | Bielorussia (bandiera) | A     | Andrey Sherakow   |
| 7  | Georgia (bandiera)     | C     | Nuk'ri Manchkhava |
| 8  | Russia (bandiera)      | C     | Anton Brusnikin   |
| 9  | Bielorussia (bandiera) | A     | Vadzim Boyka      |
| 10 | Bielorussia (bandiera) | D     | Pavel Yawseenka   |
| 11 | Bielorussia (bandiera) | A     | Andrei Urupin     |
| 12 | Bielorussia (bandiera) | D     | Syarhey Kavalenka |
| 13 | Bielorussia (bandiera) | D     | Dzmitry Klimovich |
| 14 | Bielorussia (bandiera) | C     | Yahor Zubovich    |
| 15 | Bielorussia (bandiera) | A     | Ihar Zanyamonets  |

| N. |                        | Ruolo | Calciatore              |
| -- | ---------------------- | ----- | ----------------------- |
| 17 | Bielorussia (bandiera) | C     | Alyaksey Kazlow         |
| 18 | Bielorussia (bandiera) | C     | Illya Aleksievich       |
| 19 | Bielorussia (bandiera) | A     | Mikalay Shvydakow       |
| 20 | Russia (bandiera)      | D     | Maksim Vasil'ev         |
| 21 | Bielorussia (bandiera) | C     | Alyaksandr Tsyarentsyew |
| 22 | Bielorussia (bandiera) | C     | Yawhen Shydlowski       |
| 23 | Bielorussia (bandiera) | C     | Artur Ljavicki          |
| 25 | Bielorussia (bandiera) | D     | Vasil Tahil             |
| 26 | Bielorussia (bandiera) | D     | Sjarhej Kancavy         |
| 29 | Ucraina (bandiera)     | A     | Serhiy Kovalenko        |
| 30 | Bielorussia (bandiera) | P     | Syarhey Sinevich        |
| 33 | Bielorussia (bandiera) | P     | Yawhen Kastsyukevich    |